# Barbara (album)
Pour les articles homonymes, voir Barbara (homonymie).
Albums de Barbara
Seule
(1981)
Barbara est le seizième et dernier album de chansons enregistrées en studio par la chanteuse Barbara.  L’édition originale est sortie en France, en 1996.
Pour cet album, Barbara a reçu le trophée de l’« Artiste interprète féminine de l’année » 1997 aux 12e Victoires de la musique.
L'enregistrement de la chanson Vivant poème est réutilisée par Jean-Louis Aubert sur l'album Stockholm avec son chant à la place de celui de Barbara.

## Édition originale de l’album
- 6 novembre 1996 : disque compact, Philips/Mercury (534 268-2).

– Livret de 20 pages : photographies en noir et blanc réalisées par Thierry Rajic (couverture et jaquette), Tony Franck, Marianne Rosenstiehl/Sygma.
– Enregistrement : stéréophonique.

### Réalisation
Les douze chansons du disque ont été enregistrées et mixées au Studio Méga à Suresnes, pendant plus de deux mois à partir d’août 1996.
- Prise de son : Myriam Eddaïra.
- Mixage : Thierry Rogen.
- Assistant : Fabrice Leyni.
- Réalisation du mastering : André Perriat.
- Réalisation : Barbara, assistée de Béatrice de Nouaillan.
- Coordination musicale : Gérard Daguerre.
- Production exécutive : Jean-Yves Billet.

### Chœurs
- Chorale des Chérubins : Joëlle Esso, Mbida Douglas et Marylou Seba, sont dirigés par Georges Seba, sur les chansons, Le jour se lève encore (4) et Lucy (11).

### Musiciens
- Barbara : piano (2, 7, 8, 9).
- Jean-Louis Aubert : synthétiseurs, guitare électrique (3, 5).
- Patrick Bessot : trombone, bugle, trompette (8, 12).
- Bernard Camoin : trombone basse (8, 11).
- Gérard Daguerre : piano (1, 6, 12).
- Jean-Marie Ecay : guitare acoustique, guitare électrique (10, 12).
- Richard Galliano : accordéon, accordina, bandonéon (1, 6, 7, 8, 9, 10, 12).
- Jean-Louis Hennequin : synthétiseurs (1, 3, 5, 6, 8, 9, 12).
- Didier Lockwood : violon, violon électrique (1, 4, 6, 7, 11).
- Eddy Louiss : orgue Hammond (4, 5).
- Dominique Mahut : percussions (3 – 4, 6, 7, 8, 9, 10, 12).
- Doc Matéo : guitare acoustique (5).
- Jean-Jacques Milteau : harmonica (10, 12).
- Loïc Pontieux : batterie, percussions (1, 4, 5, 9, 10, 11, 12).
- Dominique Mahut : percussions (1).
- Laurent Vernerey : contrebasse (4, 5, 6, 7, 8, 9, 10, 11, 12).

## Chansons
Sauf indications contraires, toutes les chansons sont écrites et composées par Barbara.
Face 1
| No  | Titre                   | Paroles                | Musique                     | Durée      |
| --- | ----------------------- | ---------------------- | --------------------------- | ---------- |
| 1.  | Il me revient           |                        | Frédéric Botton             | 4 min 00 s |
| 2.  | À force de              | Guillaume Depardieu    |                             | 2 min 51 s |
| 3.  | Le Couloir              |                        | Barbara, Jean-Louis Aubert. | 3 min 58 s |
| 4.  | Le jour se lève encore  |                        |                             | 3 min 38 s |
| 5.  | Vivant poème            | Jean Louis-Aubert      |                             | 4 min 10 s |
| 6.  | Faxe-moi                |                        |                             | 4 min 27 s |
| 7.  | Fatigue                 |                        |                             | 3 min 21 s |
| 8.  | Femme piano             |                        |                             | 4 min 15 s |
| 9.  | John Parker Lee         |                        |                             | 3 min 26 s |
| 10. | Sables mouvants         |                        |                             | 3 min 54 s |
| 11. | Lucy                    | Luc Plamondon, Barbara |                             | 3 min 36 s |
| 12. | Les Enfants de novembre |                        |                             | 3 min 39 s |

## Rééditions de l’album
- Décembre 2002 : CD Philips/Mercury/Universal (063 185-2)[4].

– Présentation en digipak.
- Novembre 2010 : CD, Mercury/Universal (274 984-6)[5].

– Présentation en pochette cartonnée.